# 在リビア日本国大使館
在リビア日本国大使館（アラビア語: سفارة اليابان في ليبيا、英語: Embassy of Japan in Libya）は、リビアの首都トリポリにある日本の大使館。

## 沿革
1957年3月30日、来たる外交関係樹立に先駆けて在リビア日本国公使館の新設が定められた。同年6月、日本がリビア王国と外交関係を樹立。但し、この年に新設された日本の公使館は、リビアではなく他国に特命全権公使が常駐する兼轄公使館であった。
1962年3月20日、公使館に代わって在リビア日本国大使館を設置することが定められた。この時もリビアではなく他国に特命全権大使が常駐する兼轄大使館であり、遅くとも1962年までに在トリポリ日本国名誉領事館が開設されている。なお、王政時代末期の1969年4月1日時点で、カイロの在アラブ連合共和国（エジプト）日本国大使館がリビアを兼轄していることを史料で確認できる。
1969年9月、ムアンマル・アル＝カッザーフィー（カダフィ）主導のクーデターによってリビアの王政が崩壊したが、日本との国交は継承。
1973年1月、トリポリに在リビア日本国大使館の実館が開設された。
2011年8月、1969年のクーデターから42年間リビアを統治していたアル＝カッザーフィー（カダフィ）が内戦により逃亡して反体制派のリビア国民評議会が首都トリポリを占領、リビア全土を掌握し、カダフィ政権が崩壊したが、日本との国交は継承。
アル＝カッザーフィー（カダフィ）体制の崩壊は、リビアに平和と繁栄ではなくむしろ首都トリポリと東部の主要都市ベンガジを拠点とする各政治勢力の東西対立による政情不安をもたらし、2021年12月に執行が予定されていた大統領選挙が実施できないほどであった。
このような情勢不安を踏まえて、2014年7月にトリポリの在リビア日本国大使館を一時閉館し、当初はカイロの在エジプト日本国大使館内において、次いで2018年3月から2024年1月にかけてはチュニスの在チュニジア日本国大使館内の臨時事務所を拠点として、邦人保護を含む大使館業務が行われた。
2023年11月6日、新村出が在リビア大使に任命された。但し、すぐには現地に赴任せず東京を拠点に対リビア外交に従事していた。
2024年1月15日、トリポリの在リビア日本国大使館が再開。同年2月1日、約10年ぶりの常駐大使として新村大使が着任した。

## 住所
Terraced House A 103 & 104, Palm City Residences, Sidi Abdul Jalil, Janzour, Tripoli